# Горбенко Артем Юрійович
Арте́м Ю́рійович Горбе́нко — капітан Збройних сил України, учасник російсько-української війни.
Станом на 2011 рік — курсант Військового інституту телекомунікацій та інформатизації.

## Нагороди
За особисту мужність і героїзм, виявлені у захисті державного суверенітету та територіальної цілісності України, вірність військовій присязі під час бойових дій та при виконанні службових обов'язків, відзначений — нагороджений
- 13 серпня 2015 року — орденом «За мужність» III ступеня.